# Гладис Купър
Гладис Купър (на английски: Gladys Cooper) е британска актриса, три пъти е номинирана за Оскар.  Дама-командор (Dame Commander) на Ордена на Британската империя (DBE).

## Биография
Родена е на 18 декември 1888 година в Лондон, Великобритания. Още като тийнейджър участва в музикални комедии и пантомима. През 1930-те години тя постоянно участва в Уест Енд и на Бродуей. Премества се в Холивуд през 1940 г., като има успех в най-различни роли. Номинирана е за три награди „Оскар“, последната за г-жа Хигинс в „Моята прекрасна лейди“ (1964). През 1950-те и 1960-те години ратоти и на сцената и в киното, като продължава да участва в театъра до последната си година. През последните си години тя живее предимно в Англия и умира от пневмония на 82-годишна възраст в Хенли на Темза, Оксфордшир.

## Избрана филмография
| Година | Филм                  | Оригинално заглавие    | Роля                   | Режисьор       |
| ------ | --------------------- | ---------------------- | ---------------------- | -------------- |
| 1940   | Ребека                | Rebecca                | Беатрис Лейси          | Алфред Хичкок  |
| 1943   | Песента на Бернадет   | The Song of Bernadette | сестра Мари Терез Вазо | Хенри Кинг     |
| 1945   | Любовни писма         | Love Letters           | Беатрис Ремингтън      | Уилям Дитерле  |
| 1948   | Пиратът               | The Pirate             | Леля Инес              | Винсънт Минели |
| 1958   | Отделни маси          | Separate Tables        | Г-жа Мод Рейлтън-Бел   | Делбърт Ман    |
| 1964   | Моята прекрасна лейди | My Fair Lady           | Г-жа Хигинс            | Джордж Кюкор   |